# Gare de Luton Airport Parkway
La gare de Luton Airport Parkway ouverte en 1999 elle est située à l'aéroport de Londres Luton dans le Bedfordshire en Angleterre. La gare est située à 1,6 km à l'ouest de l'aéroport, à laquelle elle est reliée par un service de navettes.
Les cartes sans contact et cartes normales sont acceptées pour le service Thameslink pour l'aéroport de Luton.

## Situation ferroviaire
La gare est établie à 114 mètres d'altitude sur le Midland Main Line (en) entre les gares de Luton et Harpenden.

## Histoire
La station de Luton Airport Parkway est mise en service en novembre 1999, spécifiquement pour servir l'aéroport de Luton, elle est reliée à l'aéroport par des navettes gratuites. 
En janvier 2008, le service de navettes a été remplacée par une autre. Thameslink.
En novembre 2008, la gare présente des plates-formes étendues capable d'accueillir 12 rames dans le cadre du programme Thameslink.
En 2013 une nouvelle entrée nord est ouverte sur le Kimpton Road.

## Service des voyageurs

### Accueil
La gare dispose de quatre salles d'attente, des automates pour l'achat de titres de transport et des toilettes. Un marchand de journaux et une cafétéria y sont installés.

## Desserte
Luton Airport Parkway est située dans la même zone que les gares de Luton et de Leagrave.
Les trains vont au nord de Bedford, Wellingborough, Kettering, Leicester, Derby et Nottingham. Les passagers peuvent également se rendre au sud de Londres, Wimbledon, Sutton, l'aéroport de Gatwick et Brighton.
Le service hors congé typique est la suivante:
- 4 trains par heure à Brighton via l'aéroport de Gatwick (Thameslink).
- 4 trains par heure à Bedford (Thameslink).
- 2 trains par heure à Sutton via Londres et Wimbledon (Thameslink).
- 2 trains par heure à Luton (Thameslink).
- 1 train par heure à Nottingham via Leicester et Bedford (East Midlands).
- 1 train par heure à la gare de Londres-Saint-Pancras (East Midlands).

Il existe également des services de pointe par Thameslink.

### Intermodalité
Un service de navettes relie la gare et l'aéroport de Luton avec une fréquence de dix minutes pendant la journée. Ce service est fourni par Thameslink et la réservation est disponible de toutes les stations du National Rail. Les passagers sans billets doivent payer un tarif supplémentaire pour les bus,.